# Miasto Novi Pazar
Miasto Novi Pazar (serb. Grad Novi Pazar / Град Нови Пазар) – jednostka administracyjna w Serbii, w okręgu raskim. W 2018 roku liczyła 106 261 mieszkańców.
Spis powszechny 2022:
- Bośniacy 80%
- Serbowie 13%
- Muzułmanie 1%
- inni 1%